# دومينيك إف. بيليجي
دومينيك إف. بيليجي هو سياسي أمريكي، ولد في 15 ديسمبر 1957 في تشيستر في الولايات المتحدة. نشط حزبياً في الحزب الجمهوري. وقد انتخب عضو مجلس ولاية بنسيلفانيا ‏.

## وصلات خارجية
- الموقع الرسمي